# Jüdisches Museum Creglingen

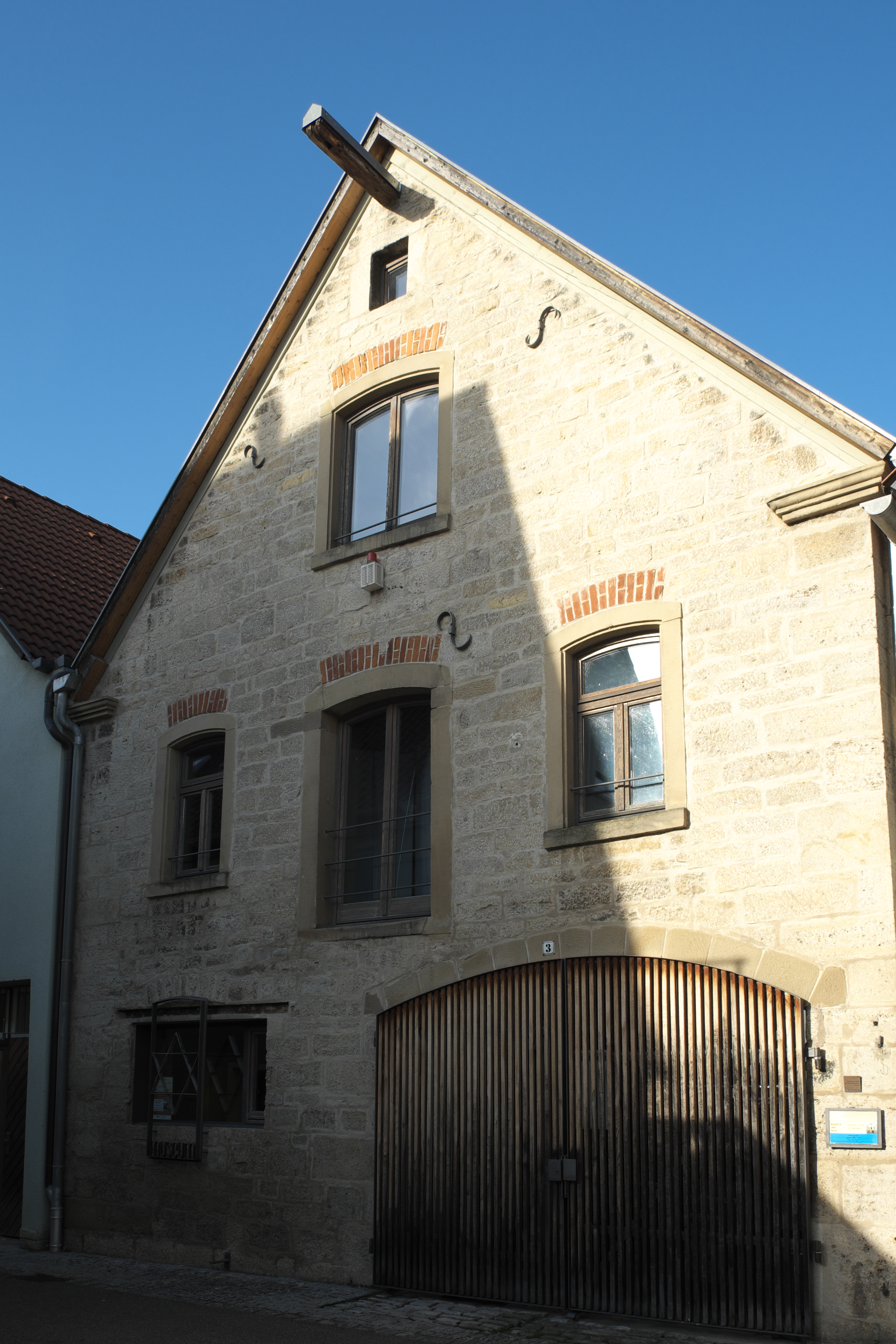
Jüdisches Museum Creglingen

Das Jüdische Museum Creglingen befindet sich im Gebäude Badgasse 3 in Creglingen, einer Stadt im Main-Tauber-Kreis im Norden Baden-Württembergs.
Am 8. November 2004 wurde die ständige Ausstellung Wurzeln und Wege eröffnet. Die Ausstellung zeigt die jüdische Geschichte in Creglingen und im heutigen Stadtteil Archshofen. Sie skizziert Wege und Schicksale, die die tauberfränkischen Juden aus der Heimat in die Fremde führten.

## Sonderausstellungen
- 2015: Luthers Sündenfall gegenüber den Juden
- 2015: Juden in Deutschland heute. Photographien von Edward Serotta
- 2014: Ich habe den Krieg verhindern wollen – Georg Elser und das Attentat vom 8. November 1939
- 2014: Feldrabbiner in den deutschen Streitkräften des Ersten Weltkrieges
- 2013: Jüdische Portraits. Fotografien von Herlinde Koelbl

## Bauwerk
Das Haus Badgasse 3 war von 1618 bis 1879 das Wohnhaus einer jüdischen Familie. In ihm befand sich vor der Errichtung der Synagoge in der Neuen Straße im Jahr 1800 der Betraum der jüdischen Gemeinde. Sein letzter jüdischer Besitzer war der Viehhändler Hermann Stern, der am 25. März 1933 das erste württembergische Todesopfer des nationalsozialistischen Antisemitismus wurde. 
Im Jahr 1999 erwarb die Stiftung Jüdisches Museum Creglingen das baufällige Gebäude und ließ es restaurieren.